# Марлинг, Лора
Лора Марлинг (англ. Laura Beatrice Marling, род. 1 февраля 1990 года в Гемпшире, Англия) — британская исполнительница фолк-рока; автор песен, певица и гитаристка. Дебютный альбом Лоры Марлинг, Alas, I Cannot Swim, спродюсированный Чарли Финком, фронтменом группы Noah and the Whale (с которой она также сотрудничает), был номинирован на Mercury Prize 2008 года. Второй альбом, I Speak Because I Can, стал хитом в Британии (#4 UK Album Charts) и также был номинирован на Mercury Prize.

## Биография
Лора Марлинг родилась в Гемпшире, Англия, и начала играть на гитаре в пятилетнем возрасте. Она была участницей первого состава инди-фолк-группы Noah and the Whale и некоторое время состояла в близких отношениях с певцом и гитаристом коллектива Чарли Финком Она принимала участие в записи дебютного альбома группы Peaceful, the World Lays Me Down, но покинула состав ещё до выхода пластинки в 2008 году и тогда же рассталась с Финком
Лоре Марлинг было шестнадцать лет, когда она появилась в 2006 году на британской инди-сцене и приобрела известность благодаря нескольким синглам, выложенным на MySpace. Обладательница запоминающегося, слегка сипловатого голоса и авторского таланта (благодаря которому её стали сравнивать с Лили Аллен, Региной Спектор и Мартой Уэйнрайт), Марлинг быстро стала известна в Англии благодаря чрезвычайно активной концертной деятельности, в частности, совместному турне с Jamie T.
Дебютный EP London Town вышел на независимом лейбле WayOutWest Records, затем певица подписала контракт с Virgin Records и выпустила Alas I Cannot Swim (оформленный как часть сборника Songbox), получивший высокие оценки критиков и номинированный на Mercury Prize.
Третий Альбом I Speak Because I Can поднялся до #4 в Британии и закрепил за певицей статус ведущей современной британской альт-фолк-исполнительницы.
16 февраля 2011 года Лора Марлинг получила Brit Award, победив в номинации «Лучшая британская исполнительница».
В октябре 2012 года Марлинг завершила Working Holiday Tour по США в качестве сольного исполнителя. В то время она объявила, что работа над четвёртым альбомом, позже названным Once I Was an Eagle, завершена, и его выход запланирован на февраль 2013 года; позже он был отложен до мая 2013 года.
8 марта 2013 года Марлинг подтвердила, что альбом будет выпущен 27 мая 2013 года и выйдет в США на день позже.
Первый сингл четвёртого альбома Марлинг, Master Hunter, был выпущен 17 апреля 2013 года, а песня Once I Was an Eagle заняла в британских чартах третье место.
После выхода альбома Марлинг рассказала, что в процессе написания песен для альбома она слушала только «музыку, созданную между 1969 и 1972 годами», и описала эту эпоху как эпоху, когда «гитара стала своего рода продолжением мужчины». Во время промоушена после выхода альбома Марлинг объяснила, что стремилась к минимализму в четвёртом альбоме и, в отличие от двух предыдущих, записала все песни без группы.
Once I Was an Eagle — третий альбом Марлинг, номинированный на Mercury Prize. В 2013 году премию в итоге получил Джеймс Блейк.
В интервью в сентябре 2013 года Марлинг заявила, что на тот момент у неё было достаточно песен для пятого альбома, и она «возможно, запишет этот альбом, а потом будет долго и упорно думать о том, что сделала».
Во время выступления в феврале 2014 года для серии eTown на NPR Марлинг исполнила одну из новых песен под названием Born to Love.
Во время европейского тура в поддержку своего четвёртого альбома Марлинг в одном из интервью выразила сомнения по поводу своей долгосрочной приверженности музыкальной индустрии:
Когда я играю, я нахожусь в том пространстве, где я была, когда писала музыку. Вы можете легко убить меня, я наиболее уязвима. Я очень закрытая, во всех аспектах своей жизни, для всех, так почему же я каждый вечер выхожу на сцену и открываюсь перед незнакомыми людьми? Я уже не уверена, что у меня есть для этого бутылка.
Марлинг добавила, что иногда удивляется своей профессии по отношению к музыкальной индустрии в целом и часто думает: «О, я существую в этой индустрии», когда слушает радио, сказав, что не уверена, хочет ли она оставаться в таком положении.
16 декабря 2014 года Марлинг объявила, что её пятый студийный альбом будет называться Short Movie. Заглавная композиция альбома, выпущенная в тот же день, стала синглом и была доступна для цифрового скачивания. Альбом включает 13 песен, написанных Марлинг, и был выпущен в Великобритании 23 марта 2015 года и на день позже в США.
Марлинг начала записывать песни для альбома вскоре после завершения сольного тура Once I Was an Eagle. Песни были написаны в США и отражали опыт жизни Марлинг в Лос-Анджелесе. Однако после записи нового альбома она почувствовала неудовлетворенность результатом и приняла решение выбросить большинство песен, написанных в тот период. В это время она занялась деятельностью, не связанной с музыкой. Когда позже запись возобновилась, она завершила работу над альбомом со своей группой в студии Urchin Studios в Лондоне. Марлинг продюсировала альбом вместе с Дэном Коксом и Мэттом Ингрэмом.
Премьера второго сингла с альбома, False Hope, состоялась 20 января. Трек стал доступен для цифрового скачивания на следующий день. И False Hope, и Short Movie были приняты критиками с одобрением, многие рецензенты отметили более масштабное звучание и уверенность в вокале Марлинг.
В октябре 2015 года Марлинг объявила о коротком туре Tour de Ville по США, в ходе которого она представит материал из своего грядущего шестого студийного альбома.
В своем твите Блейк Миллс подтвердил, что работа над шестым студийным альбомом Марлинг завершена. В ноябре 2016 года Марлинг объявила о выходе альбома Semper Femina в марте 2017 года, первым синглом с которого стала композиция Soothing. Альбом получил одобрение критиков. За Semper Femina Марлинг получила свою первую номинацию на Грэмми в категории «Лучший фолк-альбом», но не выиграла её. Semper Femina также был номинирован на премию IMPALA «Европейский альбом года».
Марлинг исполнила песни Red Right Hand Nick Cave and the Bad Seeds и A Hard Rain's a-Gonna Fall Боба Дилана для финала 4-го сезона «Острых козырьков», который вышел в эфир 20 декабря 2017 года.

## Дискография

### Сольные альбомы
- Alas, I Cannot Swim (2008)
- I Speak Because I Can (2010)
- A Creature I Don’t Know (2011)
- Once I Was an Eagle (2013)
- Short Movie (2015)
- Semper Femina (2017)
- Song for Our Daughter (2020)
- Patterns in Repeat (2024)

### Альбомы в составе Lump
- Lump (2018)
- Animal (2021)

### Мини-альбомы
- London Town EP (2007)
- My Manic and I EP (2007)
- Cross Your Fingers EP (2008)[25]
- Mumford and Sons, Laura Marling and Dharohar Project EP (2010)[26]

### Синглы
| Год                                                                            | Заголовок                          | Наивысшее достижение в чартах | Наивысшее достижение в чартах | Альбом                  |
| Год                                                                            | Заголовок                          | UK Singles Chart              | Irish Singles Chart           | Альбом                  |
| ------------------------------------------------------------------------------ | ---------------------------------- | ----------------------------- | ----------------------------- | ----------------------- |
| 2007                                                                           | «My Manic and I»                   | —                             | —                             | My Manic and I          |
| 2007                                                                           | «New Romantic»                     | —                             | —                             | My Manic and I          |
| 2007                                                                           | «Ghosts»                           | 108                           | —                             | Alas, I Cannot Swim     |
| 2008                                                                           | «Cross Your Fingers»               | 113                           | —                             | Alas, I Cannot Swim     |
| 2008                                                                           | «Night Terror»                     | —                             | —                             | Alas, I Cannot Swim     |
| 2009                                                                           | "Goodbye England (Covered in Snow) | 133                           | —                             | I Speak Because I Can   |
| 2010                                                                           | «Devil’s Spoke»                    | 97                            | 102                           | I Speak Because I Can   |
| 2010                                                                           | «Rambling Man»                     | —                             | —                             | I Speak Because I Can   |
| 2010                                                                           | «Blues Run The Game»               | —                             | —                             | Без альбома             |
| 2011                                                                           | «Sophia»                           | 156                           | —                             | A Creature I Don't Know |
| 2013                                                                           | «The Beast»                        | —                             | —                             | A Creature I Don't Know |
| 2013                                                                           | «Master Hunter»                    | —                             | —                             | Once I Was an Eagle     |
| 2015                                                                           | «False Hope»                       | —                             | —                             | Short Movie             |
| 2017                                                                           | «A Hard Rain’s a-Gonna Fall»       | —                             | —                             | Без альбома             |
| 2020                                                                           | «Held Down»                        | —                             | —                             | Song for Our Daughter   |
| Знак «—» означает, что релиз не вошёл в чарт или не был издан в данной стране. |                                    |                               |                               |                         |